# Arsenal de la Marine de Lisbonne

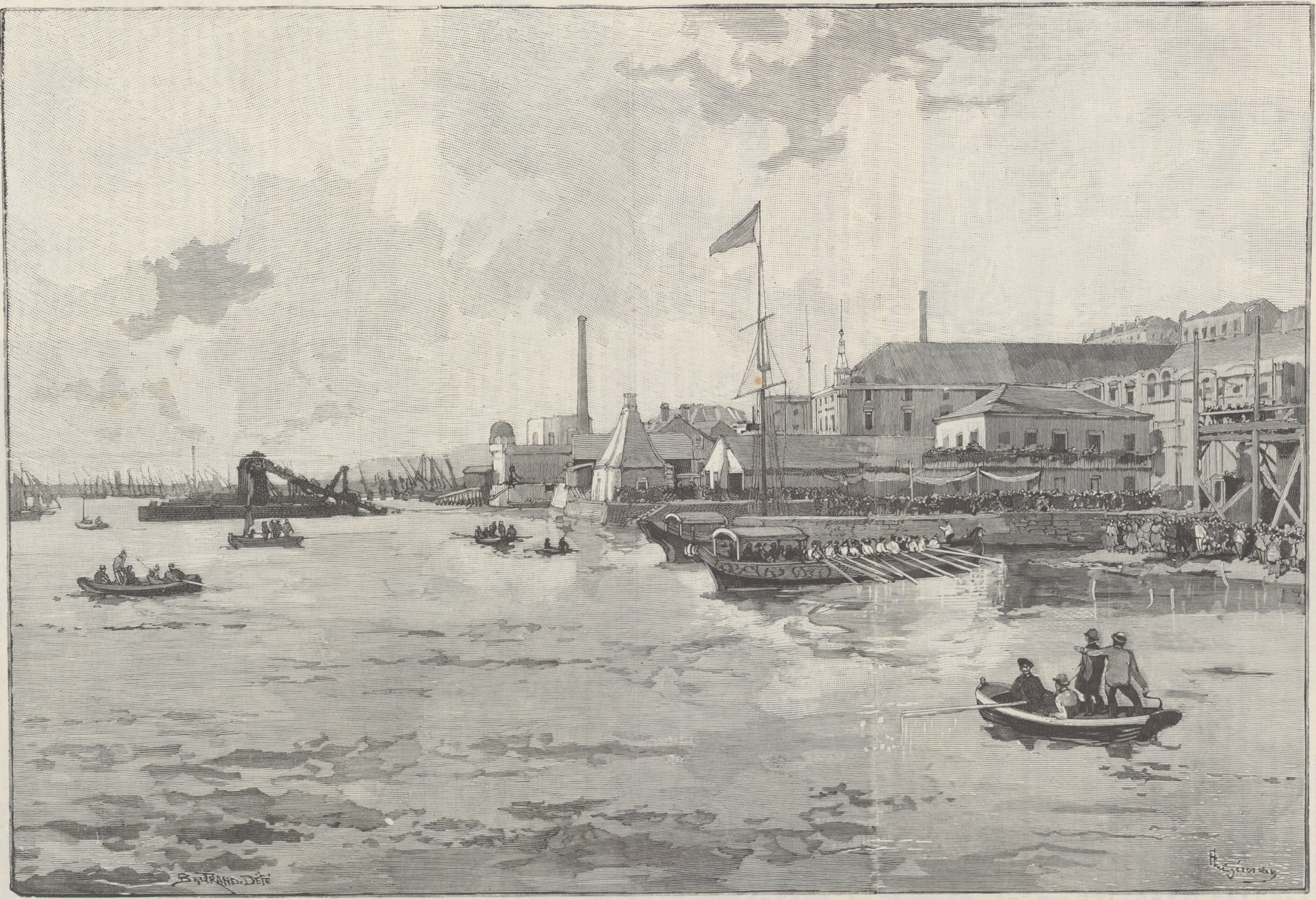
Débarquement de l’empereur D. Pedro II du Brésil à l’Arsenal de la Marine royale à Lisbonne, après la proclamation de la république brésilienne.

L'Arsenal de la Marine de Lisbonne (en portugais, Arsenal da Marinha Lisboa) était une installation industrielle de construction navale et de réparation de la marine portugaise, située à Lisbonne. L’Arsenal remonte au Moyen Âge, il fut d’abord connu sous le nom de Tercenas et plus tard sous le nom de Ribeira das Naus. Entre 1755 et l’établissement de la république en 1910, il a été désigné comme l’arsenal de la Marine royale.
Après le tremblement de terre de 1755, l’Arsenal a été reconstruit à l’ouest de Terreiro do Paço, à peu près sur le même site que l’ancienne Ribeira das Naus et l’Opéra du Tage.

## Historique

### Origines

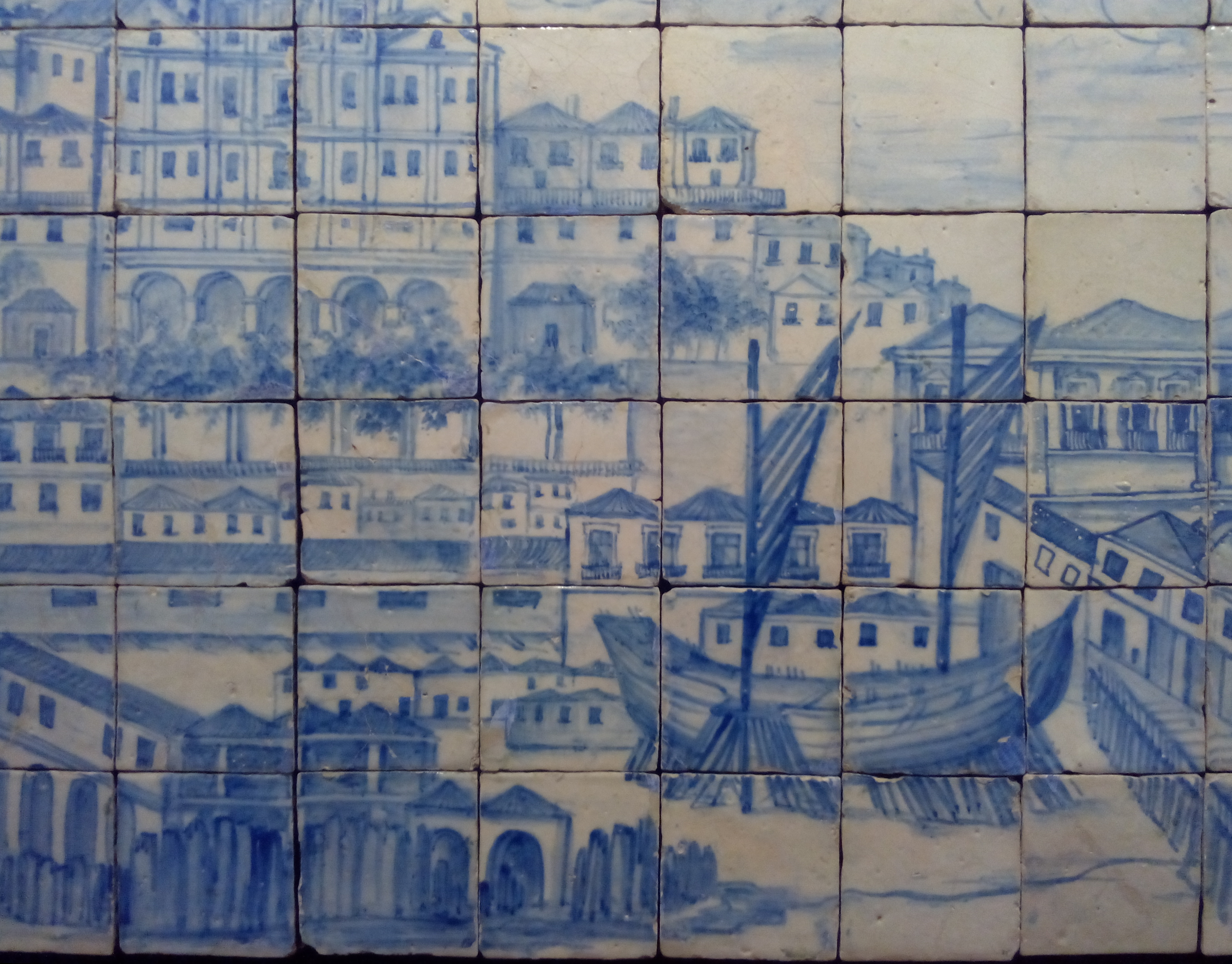
Représentation de Ribeira das Naus, dans un panneau de carrelage du début du XVIIIe siècle (Museu Nacional do Azulejo)

Le site occupé par l’Arsenal de la Marine a été utilisé comme chantier naval depuis l’époque médiévale, il était connu sous le nom de tercenas. Lorsque le roi Manuel Ier décida de construire le palais de Ribeira sur le site des anciens tercenas médiévaux, de nouveaux tercenas furent construits à l’ouest du nouveau palais royal et furent connus sous le nom de Ribeira das Naus.
De nombreux navires qui ont participé aux grandes découvertes portugaises ont été construits à Ribeira das Naus. C’était le plus grand chantier naval de l’Empire colonial portugais, servant de modèle pour les autres qui ont été établis à l’étranger, y compris les importants chantiers de Goa et de Cochin.

### Reconstruction après le tremblement de terre de 1755
Dans le cadre de la reconstruction du centre-ville de Lisbonne, après le tremblement de terre de 1755, Ribeira das Naus a également été reconstruit au même endroit, devenant connu sous le nom d'Arsenal de la Marine royale. Après l’instauration de la république en 1910, il a été rebaptisé simplement Arsenal de la Marine.
À la suite du régicide de 1908, c’est à l’Arsenal que le roi Charles Ier et le prince Louis-Philippe ont été transportés et que leur décès a été constaté.
L’Arsenal a également été le site des exécutions nocturnes sanglantes de 1921.
Au début du XXe siècle, les installations de l’Arsenal étaient déjà considérées comme peu spacieuses et inadaptées à la construction navale moderne, et des plans ont été élaborés pour les déplacer vers un autre emplacement. En particulier, l’installation de l’Arsenal a commencé à être envisagée sur les terres de la Couronne situées à Alfeite, sur la rive sud du Tage.

### Fin d’activité
En 1928 la construction d’un nouvel arsenal à Alfeite a commencé. Il fut installé dans un complexe qui comprendrait également une nouvelle base navale, les nouvelles installations de l’Académie navale et d’autres établissements de la Marine. Le nouvel arsenal d’Alfeite a été inauguré en 1938, ce qui a conduit à la fin d’activité de l’arsenal séculaire de Lisbonne.
En plus d’être un lieu de construction navale et d’entretien, les installations de l’Arsenal ont abrité tout au long de son existence plusieurs autres organismes et établissements de la Marine, dont l’Amirauté, l’Académie navale, l’Observatoire royal de la Marine et le ministère de la Marine. Après la fin d’activité de l’ancien arsenal, ses bâtiments ont continué à constituer les installations centrales de la marine, étant connus sous le nom de « navire de pierre ».
Les bassins de l’ancien arsenal de la marine, y compris ses quais, ont été remblayés, servant pendant de nombreuses années de patio et de parking pour les installations centrales de la marine. Son accès au Tage a été coupé avec la construction de l’Avenida Ribeira das Naus.
La présence de l’Arsenal a été signalée pour l’avenir par la Rua do Arsenal.

### Navires notables construits
- Vasco da Gama (1792)
- Ulisses (1792)
- Vasco da Gama (1841)
- Classe Douro (1913 à 1924)
- Le croiseur  Rainha Dona Amélia  (1901), le premier navire en acier construit par l’Arsenal.

| Image | Nom           | Construction | Mise en service | Notes        |
| ----- | ------------- | ------------ | --------------- | ------------ |
|       | Madre de Deus | 1589         |                 |              |
|       | NRP Guadiana  | 1913         |                 | classe Douro |

## Galerie

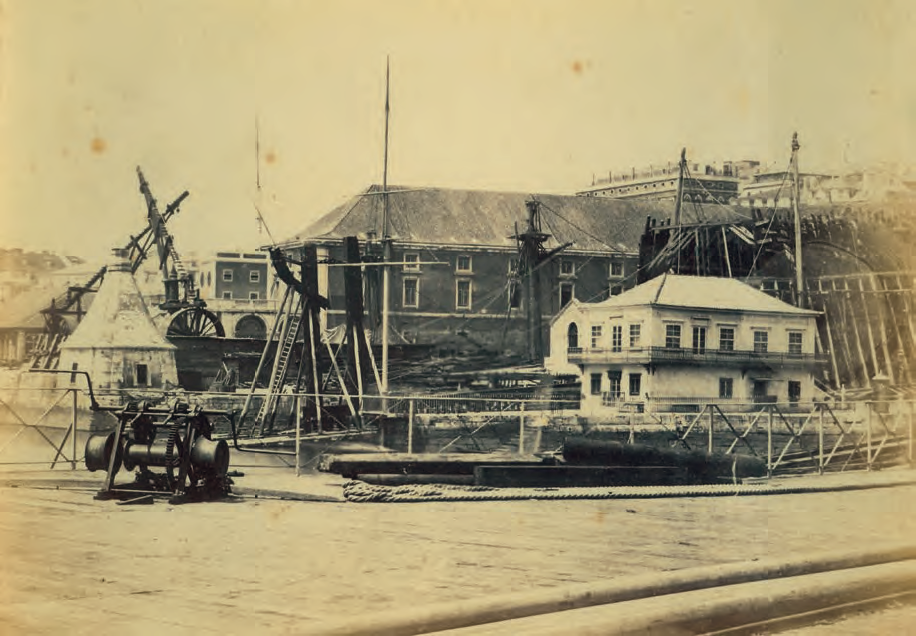
Arsenal de la Marine en 1865
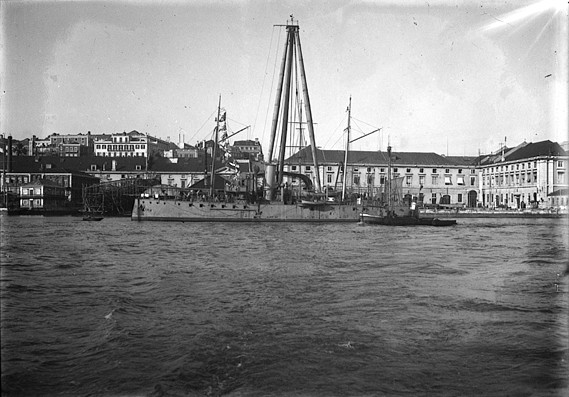
Arsenal en 1905
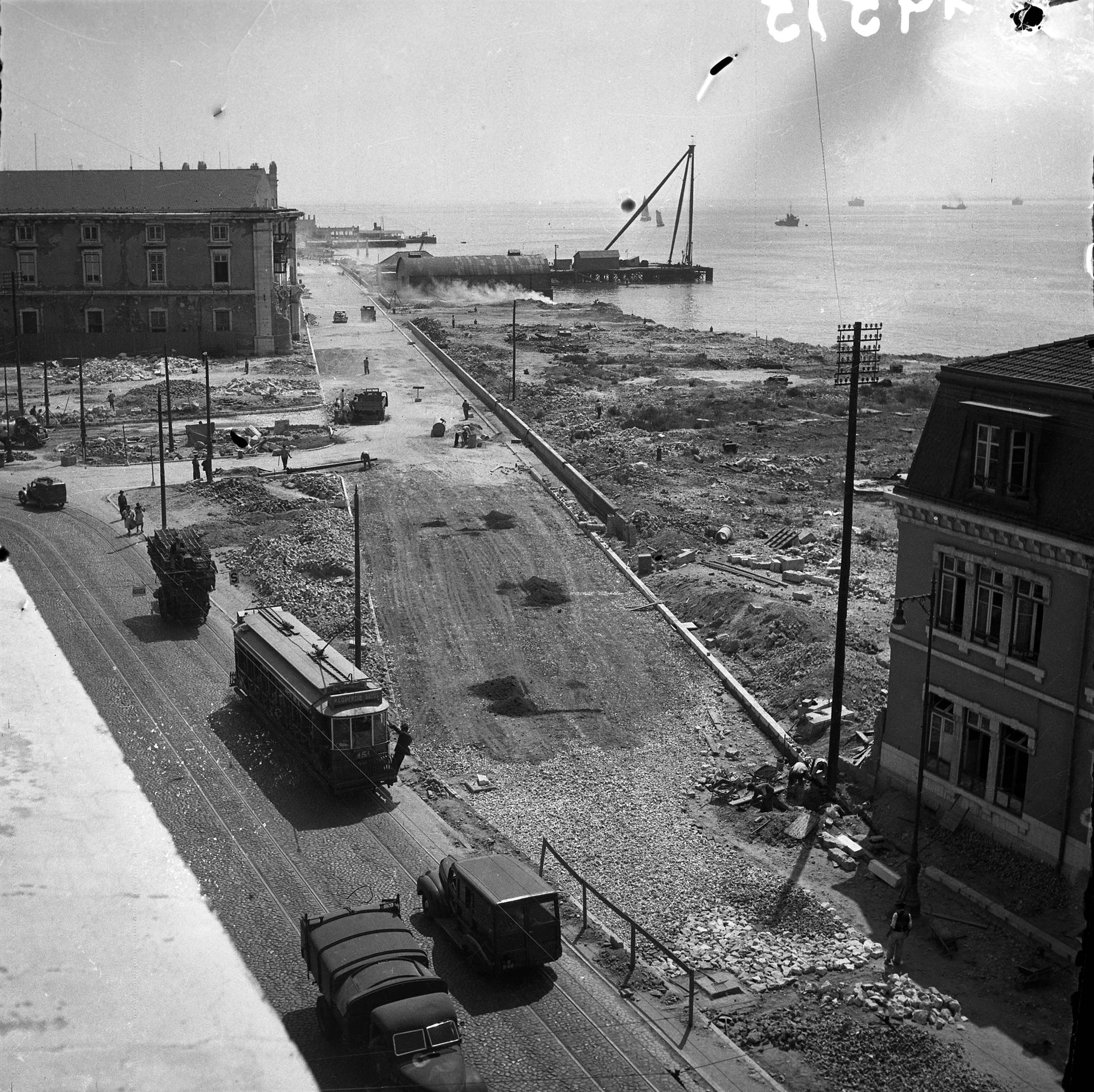
Construction de l'Avenida Ribeira das Naus dans les années 1950 après la fermeture de l’Arsenal
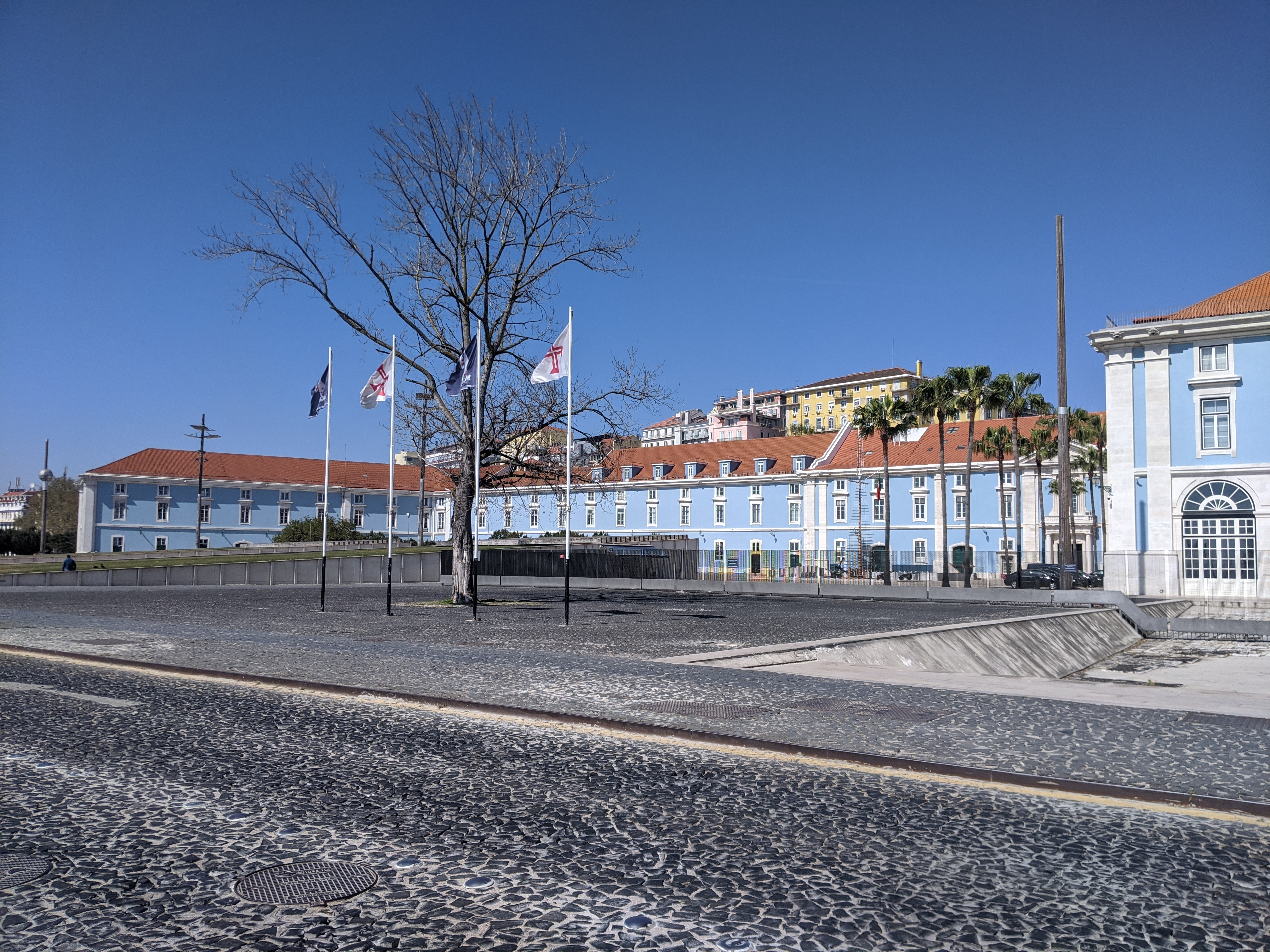
Vue actuelle de l’ancienne armurerie
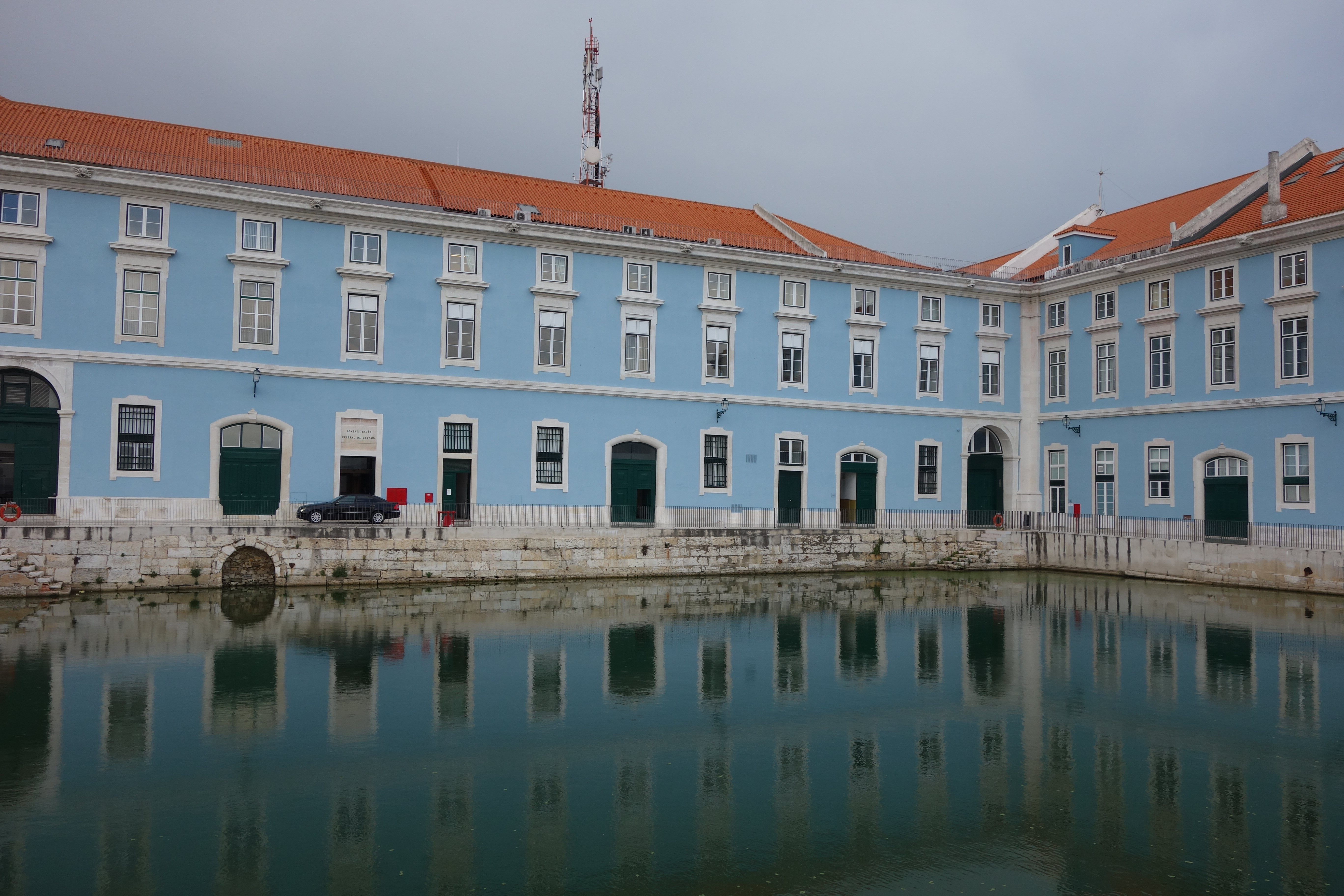
Dock du chaudron de l’ancien Arsenal
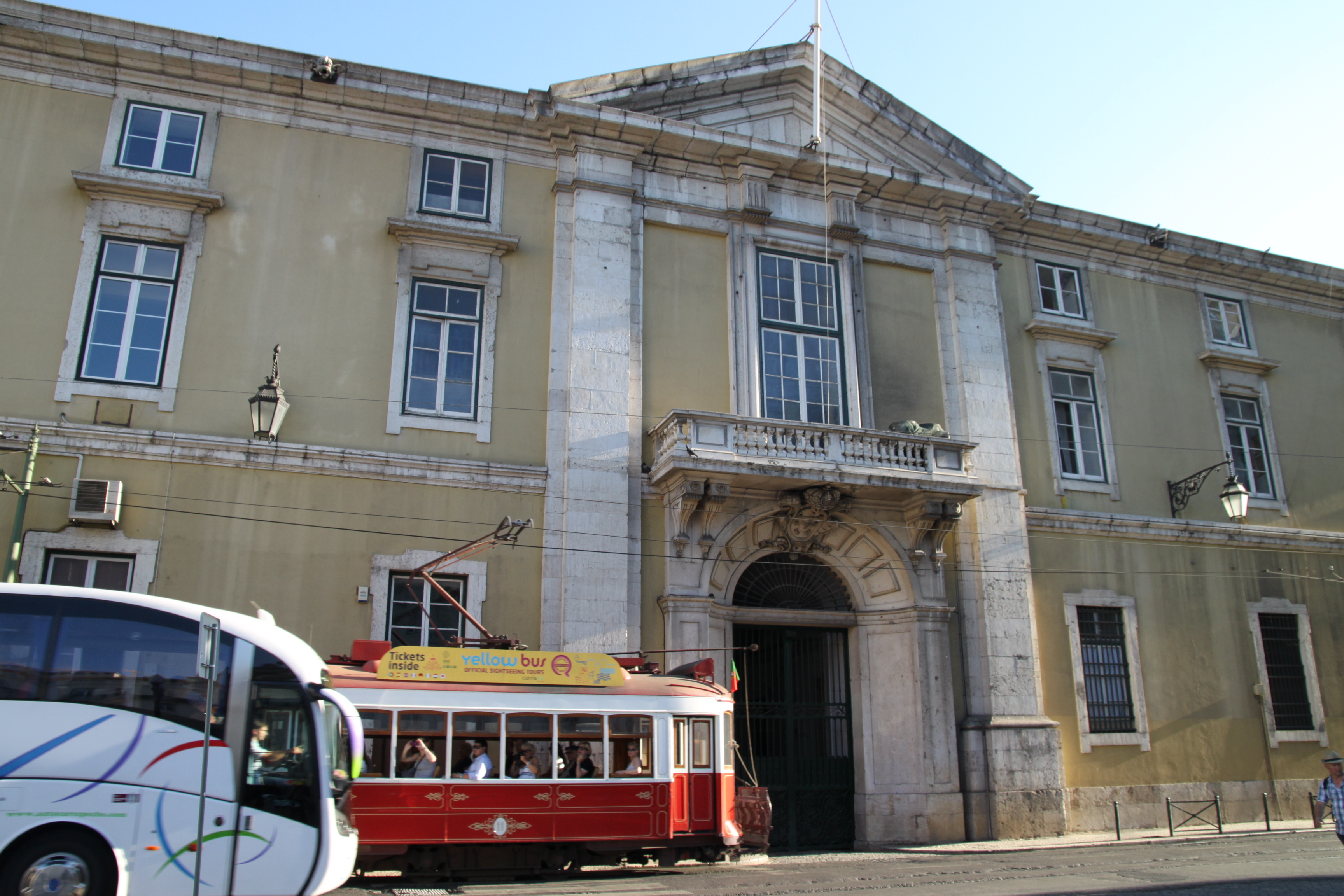
Entrée de l’Arsenal de la Marine depuis la rue de l’Arsenal